# Рік Джонс
Річард Мілгауз «Рік» Джонс (англ. Richard Milhouse "Rick" Jones), також відомий як А-Бомба (англ. A-Bomb) — вигаданий персонаж, що з'являється в коміксах американського видавництва Marvel Comics. Відомий передусім як друг і напарник супергероїв, зокрема Галка, Капітана Америки та Мар-Велла.
Рік Джонс народився в Скарсдейлі, штат Аризона. Він втратив своїх батьків у ранньому віці та виріс у сирітському притулку. Пізніше він приймає виклик і вирушає на полігон для випробування бомб у Нью-Мексико. Там проходить випробування гамма-бомби, розробленої доктором Робертом Брюсом Беннером. Беннер штовхає Ріка в захисну траншею, рятуючи його життя, але поглинає гамма-промені, які перетворюють Беннера на Галка. Таким чином, Рік стає єдиною довіреною особою істинної особистості Галка.
Протягом своєї публікаційної історії Рік Джонс відігравав активну роль у низці ключових сюжетних арок Marvel, зокрема у Війні крі та скрулів та Війні долі. У різні періоди він набував надздібностей: у сюжетній лінії 1986 року був тимчасово перетворений на версію Галка, а згодом — на синього монстра, подібного до Огиди, відомого як А-Бомба, після експериментів групи Інтелігенція в другому томі серії Hulk. Згодом, після втручання Дока Ґріна (альтернативної особистості Брюса Беннера), його сили було вилучено, і Рік став хактивістом.
Персонаж Ріка Джонса неодноразово адаптувався в інші медіа, насамперед у зв’язку з образом Галка. У мультсеріалі «Неймовірний Галк» (1996) його озвучив актор Люк Перрі — в екранізації сюжетів, де Рік також стає Галком. У мультсеріалі «Галк і агенти С. М. Е. Ш.» (2013) Ріка у формі А-Бомби озвучив Сет Ґрін; у цьому варіанті він виступає як повноправний учасник команди. Ґрін повторив роль у серіалі «Людина-павук. Щоденник супергероя», в епізоді «Повернення у Павучі світи» (2016), де озвучив версію Ріка зі всесвіту Marvel Noir.

## Сприйняття
- У 2015 році Entertainment Weekly поставив Ріка Джонса на 18 місце у списку «Складімо рейтинг усіх Месників»[3].
- У 2021 році Comic Book Resources (CBR) поставив Ріка Джонса на 1 місце у списку «10 найсильніших поплічників Marvel»[4].
- У 2021 році CBR поставив Ріка Джонса на 8 місце у списку «10 найрозумніших поплічників Marvel»[5].
- У 2022 році Collider включив Ріка Джонса до свого списку «10 найсильніших помічників супергероїв у коміксах Marvel»[6].
- У 2022 році Newsarama поставив Ріка Джонса на 8 місце у своєму списку «Найкращі помічники супергероїв усіх часів»[7].

## Поза коміксами

### Телебачення
Рік Джонс з’являється в ряді анімаційних серіалів, заснованих на коміксах Marvel:
- «Супергерої Marvel» — озвучення: Пол Солс.
- «Неймовірний Галк» (1982) — озвучення: Майкл Гортон.
- «Фантастична четвірка», епізод «Кошмар у зеленому» — озвучення: Бенні Ґрант.
- «Неймовірний Галк» (1996) — озвучення: Люк Перрі[8].
- «Залізна людина: Пригоди в броні», епізод «Неконтрольований» — озвучення: Ендрю Френсіс.
- «Галк і агенти С. М. Е. Ш.» — озвучення: Сет Ґрін[8][9][10][11]. У цій версії Рік / А-Бомба є засновником однойменної команди. Він мутував внаслідок дії гамма-випромінювання та отримав здатність перетворюватися на сферичну «руйнівну кулю», подібно до тарана[12].
  - Можлива версія Ріка з майбутнього з’являється в епізоді «Заходьте, Маестро», також озвучена Ґріном[9].
- «Людина-павук. Щоденник супергероя» — А-Бомба з’являється у вигляді камео без реплік в епізоді «Турнір героїв»[9].
  - В епізоді «Повернення у Павучі світи» з’являється альтернативна версія Ріка з усесвіту Marvel Noir, член банди Джо Фіксіта, також озвучена Сетом Ґріном[8].

### Кіно
- Рік Джонс спочатку планувався як персонаж у фільмі «Галк» (2003), однак був замінений на персонажа, на ім'я Гарпер, якого зіграв Кевін Ранкін[13].
- Джонс також мав з’явитися у «Неймовірний Галк» (2008), але був виключений зі сценарію під час його доопрацювання Едвардом Нортоном[14].

### Відеоігри
- The Incredible Hulk (гра за мотивами фільму) — озвучення: Джон Каррі[8].
- Marvel: Ultimate Alliance 2 — А-Бомба з’являється як неігровий персонаж[15], озвучений Фредом Татаскьором.
- Lego Marvel Super Heroes — А-Бомба доступний як ігровий персонаж у DLC, озвучення: Вілл Фрідл та Стів Блум[16].
- Marvel Avengers Alliance — Рік Джонс / А-Бомба є ігровим персонажем[17].
- Lego Marvel's Avengers — озвучення: Роббі Деймонд[9][18].
- Lego Marvel Super Heroes 2 — А-Бомба знову доступний як ігровий персонаж[19].